# 月潟村

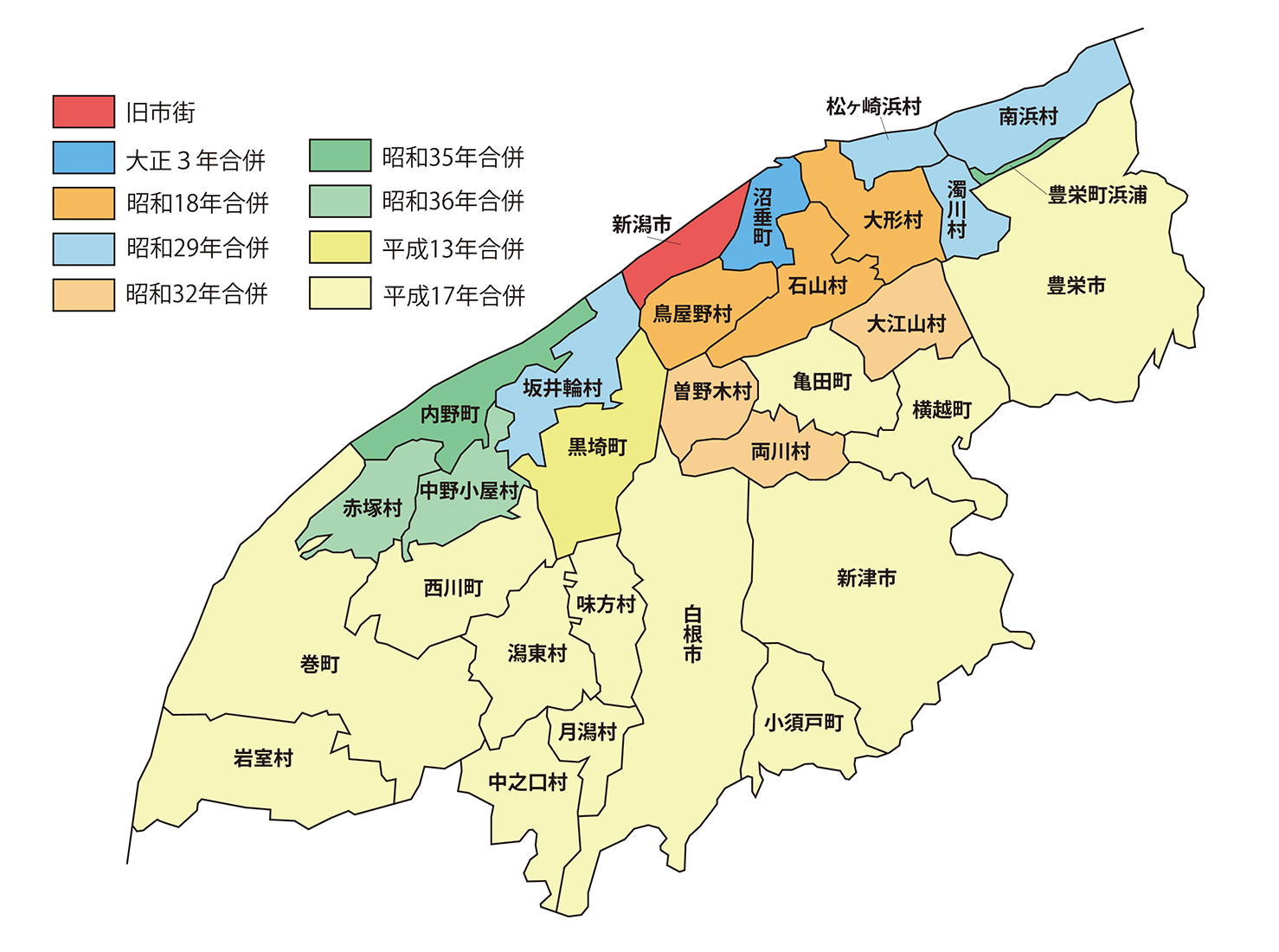
新潟市の合併市町村

月潟村（つきがたむら）は、新潟県西蒲原郡に属した村。2005年3月21日の新潟市への編入合併によって消滅し、現在は新潟市の政令指定都市移行により大部分が南区の一部となっており、大字釣寄・釣寄新の各一部（中之口村・潟東村への飛地）が西蒲区となっている。
以下の記述は合併直前当時の旧月潟村に関しての記述であり、現在では名称等が異なる場合がある。なお、ここに記述されていない内容に関しては南区 (新潟市)#月潟地区などの記事を参照。
白根市への通勤率は13.6%（平成12年国勢調査）。角兵衛獅子（越後獅子）および鎌の生産で名高く、廃止まで新潟県内で最も狭い市町村だった。

## 概要
中ノ口川左岸に沿って市街地・集落が形成されており、小規模な商店街もある。

## 歴史
- 1889年（明治22年） - 町村制施行にともなう合併により、秋津村、中合村、曲通村が発足。

| 秋津村 | 月潟村、大別当村、西萱場村         |
| 中合村 | 木滑村、釣寄村、釣寄新村、東長島村 |
| 曲通村 | 上曲通村、下曲通村                 |

- 1906年（明治39年）4月1日 - 秋津村、中合村、曲通村の合併により月潟村となる。

### 市町村合併
- 2005年3月21日、新潟市に編入合併した。
  - 詳細は新潟市の行政区域の変遷を参照。

## 行政
- 村長：金子由征（1982年3月7日から）

## 姉妹都市・提携都市

### 国内
- 月形町（北海道空知支庁管内）
1992年2月14日姉妹都市提携

## 経済
- 果樹栽培（梨、桃など）[3]
- 鎌製造
- ブルボン工場

## 教育
- 月潟中学校
- 月潟小学校

## 交通

### 鉄道
村内に鉄道路線は通っていない。
1999年（平成11年）までは新潟交通電車線が村内を通っており、以下の駅が設置されていた。
曲駅 - 月潟駅
月潟駅跡には当時電車線を走っていた車輛のうちの3両が地元保存会「かぼちゃ電車保存会」により保存されている。

### 道路
- 国道460号

## 観光
- 月潟の類産ナシ（国の天然記念物）
- 旧月潟駅
- 月潟農村環境改善センター 郷土物産資料室